# دانيال دي. حنا
دانيال دي. حنا هو سياسي أمريكي، ولد في 5 ديسمبر 1923، وتوفي في 1993. نشط حزبياً في الحزب الديمقراطي. وقد انتخب عضو جمعية ولاية ويسكونسن ‏.